# Планетвин365
планетвин365 (енгл. planetwin365) је интернационални бренд из области спортског клађења и игара на срећу. планетвин365 је настао у Аустрији 2009. godine као производ компаније СКС365. Са више од 1300 пословница широм Европе и разгранатом инфраструктуром за онлајн спортско клађење, планетвин365 је једна од водећих европских кладионица. планетвин365 је партнерска организација ФИФА Система Раног Упозоравања (енгл. FIFA Early Warning System) и активно подржава надлежне институције у борби против намештања спортских догађаја.

## Спортско клађење
планетвин365 пружа услуге спортског клађења, играња покера и казина путем интернета и кроз мрежу пословница. планетвин365 је присутан као лиценцирани оператор на италијанском, аустријском, белгијском,српском и црногорском тржишту.
Сајт за онлајн спортско клађење планетвин365 (енгл. planetwin365) доступан је на тринаест различитих језика и нуди разноврсне методе плаћања, укључујући кредитне и припејд картице.
Године 2014, планетвин365 је регистровао милионитог онлајн клијента. Наставак међународне експанзије током 2015. довео је пораста броја пословница на 1300 на тлу Европе.

## Иновативне опкладе
Како би се истакао у односу на конкуренцију, планетвин365 је развио низ иновативних типова спортског клађења, захваљујући чему је број игара досегао цифру од 700 и то за сваки појединачни спортски догађај у понуди на сајту планетwин365. Кладионица планетwин365 одржава профитну маржу на нивоу од 4% која је једна од најнижих у Европи што је последица високих бонуса за клађење.

## Спонзорства
Године 2017. планетвин365 постаје званични бетинг партнер ФК Наполи. Спонзорска сарадња са учесником Лиге Шампион је потписана до краја 2019. године.
Године 2013. лого планетwин365 појављује се на моторима Мото ГП тима ЛЦР Хонда као и на комбинезону немачког возача Штефана Брадла.
Године 2013, планетwин365 постаје званични партнер ФК Парма.
Током сезоне 2011/2012. планетвин365 је главни спонзор тима Трентино Волеј (итал. Trentino Volley), првака Италије, Европе и света у мушкој одбојци.
Клуб је током целе сезоне наступао под називом "Трентино Планетвин365".
Исте године, бренд планетwин365 спонзорисао је и шампиона Италије у рукомету, тим Конверсано.
Године 2012. поред тима Конверсано, планетвин365 је постао спонзор рагби клуба Инзбрук.
Након првог ангажмана у својству главног спонзора бокс такмичења "Ла реза деи конти" (итал. La resa dei conti - Обрачун) и италијанског Бич Сокер Тура, планетвин365 је појачао своје спонзорско присуство у спорту.

## Амбасадори бренда
Роберто Карлос бивши бразилски фудбалер i legenda Реал Мадридa амбасадор је планетвин365 од 2016. године.
Томас Мустер, бивши тенисер број један, придружио се 2014. тиму амбасадора бренда планетвин365.
Године 2013. Андрија Прлаиновић, капитен репрезентације Србије и МВП Светског првенства у ватерполу, постао је један од амбасадора бренда планетвин365.
СКС365 је 2011. као заштитно лице бренда изабрао Анђела Ди Ливија, бившег фудбалера Јувентуса и италијанске репрезентације.
СКС365 Група спонзорише покер тим планетвин365 који чине професионални играчи покера Ерос Настаси, Владимир Божиновић и Лука Москита.